# Joeropsis salvati
Joeropsis salvati är en kräftdjursart som beskrevs av Mueller1989. Joeropsis salvati ingår i släktet Joeropsis och familjen Joeropsididae. Inga underarter finns listade i Catalogue of Life.